# Piergiorgio Cortelazzo
Piergiorgio Cortelazzo (Este, 20 febbraio 1969) è un politico italiano.

## Biografia
Imprenditore edile, dopo essere stato consigliere comunale, vicesindaco e assessore ad Este dal 1997 al 2001, alle elezioni regionali in Veneto del 2000 è eletto consigliere di Alleanza Nazionale con 5.110 preferenze. Riconfermato nel 2005 con il listino del presidente, sarà nominato capogruppo di AN.
Nel 2009 è nominato responsabile dei dipartimenti del Popolo della Libertà in Veneto, dopo lo scioglimento del partito rimane in Forza Italia. Alle elezioni regionali in Veneto del 2010 è rieletto consigliere regionale nel listino del candidato presidente Luca Zaia. 
Alle elezioni politiche del 2018 è eletto deputato di Forza Italia nel collegio di Legnago col 56,7%, pari a 69.605 voti.
È anche vice coordinatore regionale del suo partito in Veneto, nonché commissario della provincia di Rovigo.  Dal 20 gennaio 2024 eletto per acclamazione coordinatore provinciale, dando seguito al suo lavoro come commissario. 
Alle elezioni politiche anticipate del 2022 viene eletto alla Camera come capolista nel collegio plurinominale Veneto 1 - 01.